# Papilas filiformes
As papilas filiformes são estruturas da língua que recebem esse nome porque têm forma filiar(que apontam para a faringe). Elas se localizam na superfície dorsal da língua.
As numerosas papilas filiformes são delicadas estruturas que concedem uma aparência aveludada à superfície dorsal da língua. Essas papilas são cobertas por epitélio estratificado pavimentoso queratinizado e auxiliam a raspar o alimento de uma superfície. O alto grau de queratinização se torna especialmente aparente no aspecto de lixa da língua do gato. As papilas filiformes não possuem botões gustativos.